# Synaptura nigra
Synaptura nigra és un peix teleosti de la família dels soleids i de l'ordre dels pleuronectiformes.

## Hàbitat
Viu als fons fangosos dels rius costaners i estuaris.

## Distribució geogràfica
Es troba a les costes de l'est d'Austràlia.

## Úsgastronòmic
La carn és d'excel·lent qualitat.